# The Lovers' Knot (film 1917)
The Lovers' Knot è un cortometraggio muto del 1917 diretto da John S. Robertson. Prodotto dalla Vitagraph e distribuito dalla General Film Company, era interpretato da Jimmy Aubrey.

## Produzione
Il film fu prodotto dalla Vitagraph Company of America (come Broadway Star Features).

## Distribuzione
Distribuito dalla General Film Company, il film - un cortometraggio in una bobina - uscì nelle sale cinematografiche statunitensi il 21 febbraio 1917.